# 헤자즈 철도
틀:Hejaz railway

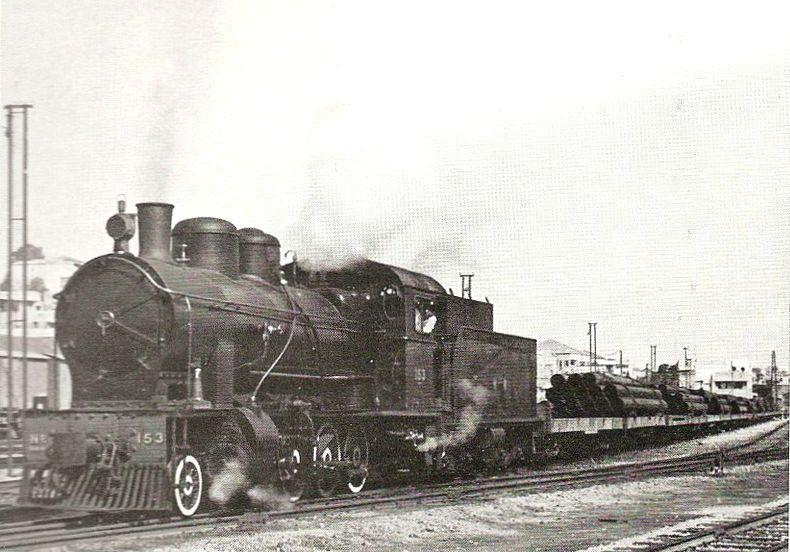
스위스 기관차 및 기계 공장(SLM)은 1912년에 헤자즈 철도를 위해 87-96번으로 명명된 10대의 2-8-0 기관차를 스위스에서 제작했다. 이들은 나중에 150-159번으로 재명명되었다. 1918년에 여러 대가 영국 및 제국군에 의해 노획되거나 1927년에 헤자즈 철도의 이스르엘 계곡 철도 지선을 인수한 팔레스타인 철도로 이전되었다. 1927년에 이전된 153번(이전 90번)은 1946년 이스르엘 계곡 철도에서 촬영되었다.

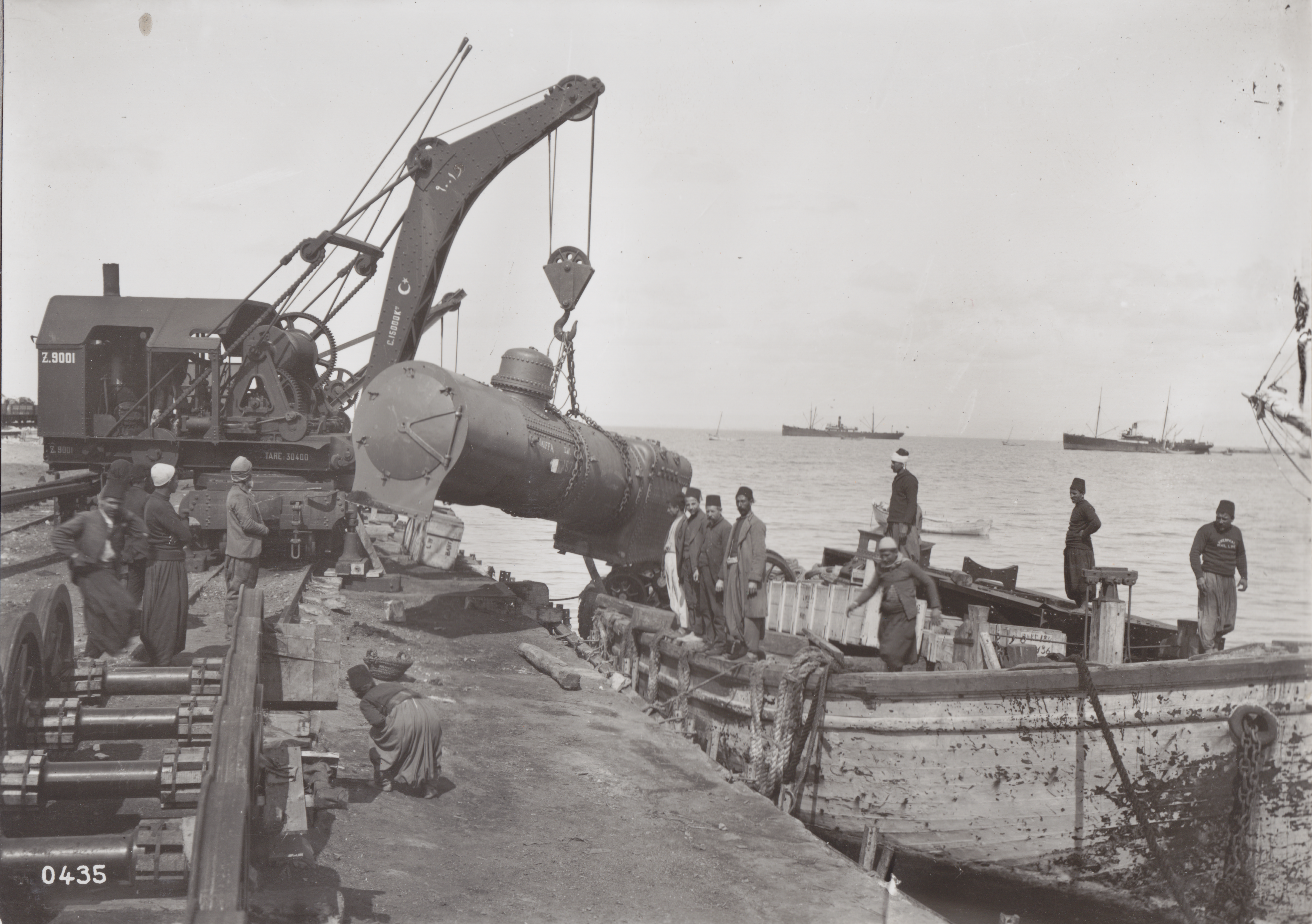
1913년 하이파 항구에서 SLM 기관차용 보일러를 하역하는 모습

헤자즈 철도(다른 철자로는 Hedjaz 또는 Hijaz; 아랍어: سِكَّة حَدِيد الحِجَاز sikkat ḥadīd al-ḥijāz 또는 아랍어: الخَط الحَدِيدِي الحِجَازِي, 오스만 튀르크어: حجاز دمیریولی, 튀르키예어: Hicaz Demiryolu)는 다마스쿠스에서 메디나까지 운행되는 협궤(1050mm 궤간) 철도였으며, 현대 사우디아라비아의 헤자즈 지역을 통과하며 하이파로 가는 지선은 지중해에 닿는다. 이 프로젝트는 압뒬하미트 2세 술탄이 1900년 3월에 명령했다.
이 철도는 오스만 철도 네트워크의 일부였으며 원래 목표는 이스탄불 카디쾨이의 하이다르파샤 터미널에서 다마스쿠스를 넘어 이슬람 성지인 메카까지 노선을 연장하는 것이었다. 그러나 제1차 세계 대전 발발로 인해 공사가 중단되어 메카에서 400 킬로미터 (250 mi) 못 미친 메디나까지만 연결되었다. 완공된 다마스쿠스-메디나 구간은 1,300 킬로미터 (810 mi)였다. 이 철도는 오스만 제국이 완전히 건설하고 운영한 유일한 철도였다.
이 철도의 주요 목적은 오스만 제국의 수도이자 이슬람 칼리파국의 중심지인 이스탄불과 아라비아의 헤자즈, 즉 이슬람교의 가장 신성한 성지와 연례 하즈 순례의 목적지인 메카를 연결하는 것이었다. 다른 목표는 멀리 떨어진 아라비아 지방을 오스만 국가에 경제적, 정치적으로 통합하고 군대 수송을 용이하게 하는 것이었다. 아이러니하게도 2018년에 완공된 하라마인 고속 철도는 지다와 킹 압둘라 경제 도시를 통해 서부 사우디아라비아의 메디나와 메카 지방을 연결하는 여객 철도이다.
2024년 현재 요르단과 사우디 사막에서는 아랍 반란 당시 후퇴하는 튀르크군이 철도 선로 아래나 주변에 숨겨놓았다고 알려진 황금을 찾는 보물 사냥꾼들로 인해 버려진 선로와 역뿐만 아니라 여전히 유지 관리되는 구간까지 대규모 파괴가 계속되고 있다. 레일은 고철로 약탈당하고 있다. 시리아 내전으로 인해 해당 국가의 철도 구조물은 추가적인 피해를 입었다.

## 역사

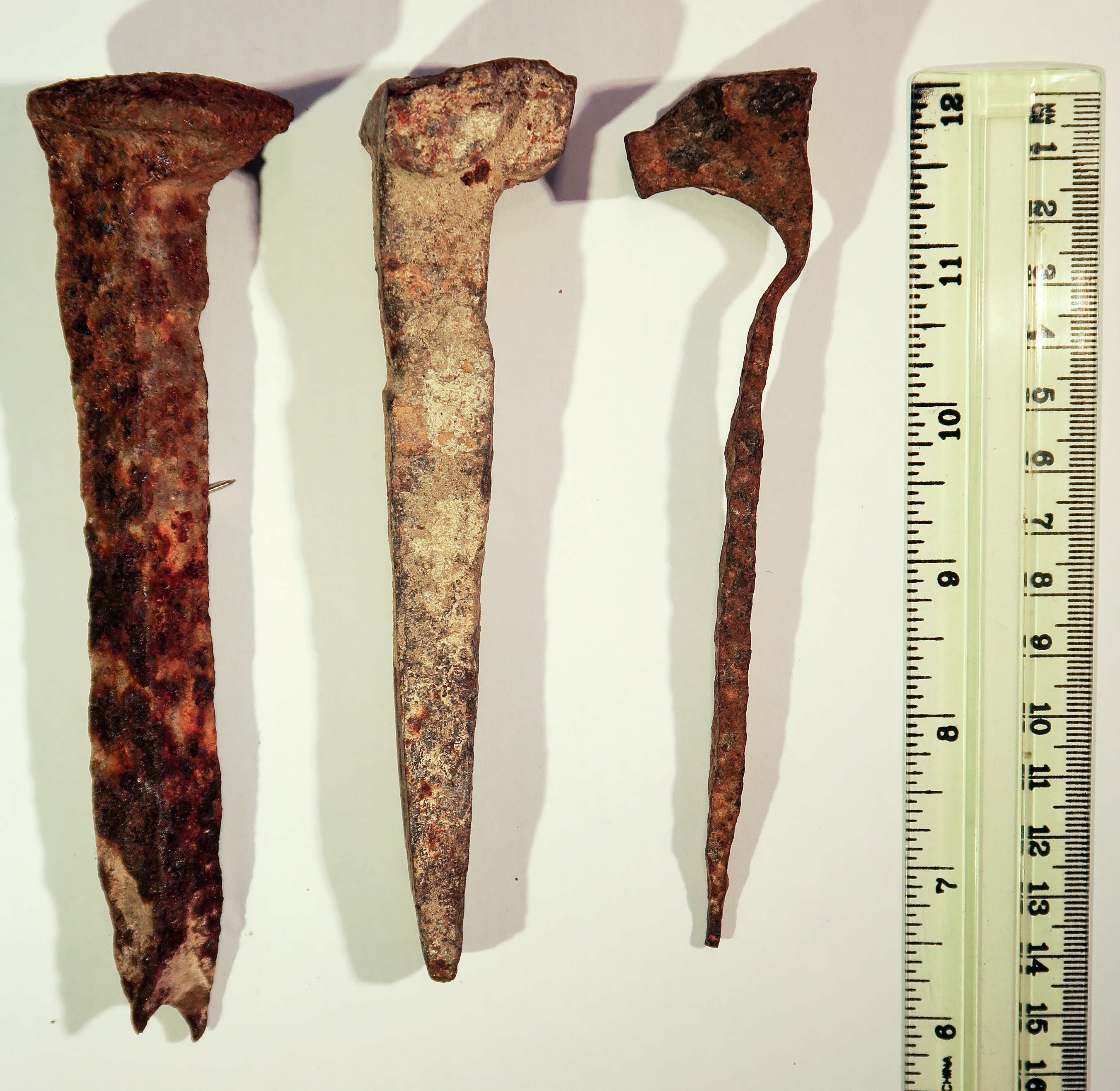
크파르 바루흐 근처에서 발견된 옛 이스르엘 계곡 철도(헤자즈 철도의 일부)의 침목

노선 건설 이전에는 다마스쿠스에서 메디나까지 40일이 걸렸다. 철도는 이 시간을 5일로 단축했다. 이 철도는 오스만 제국이 운영하고 건설한 유일한 철도이다. 처음에는 독일인 기술자들이 기술 지원으로 고용되었지만, 시간이 지나면서 오스만인 기술자들로 대체되었다. 오스만 제국은 아랍 민족주의 운동을 약화시키고 제국의 이슬람주의 입지를 강화하기 위해 이 프로젝트를 건설했다.

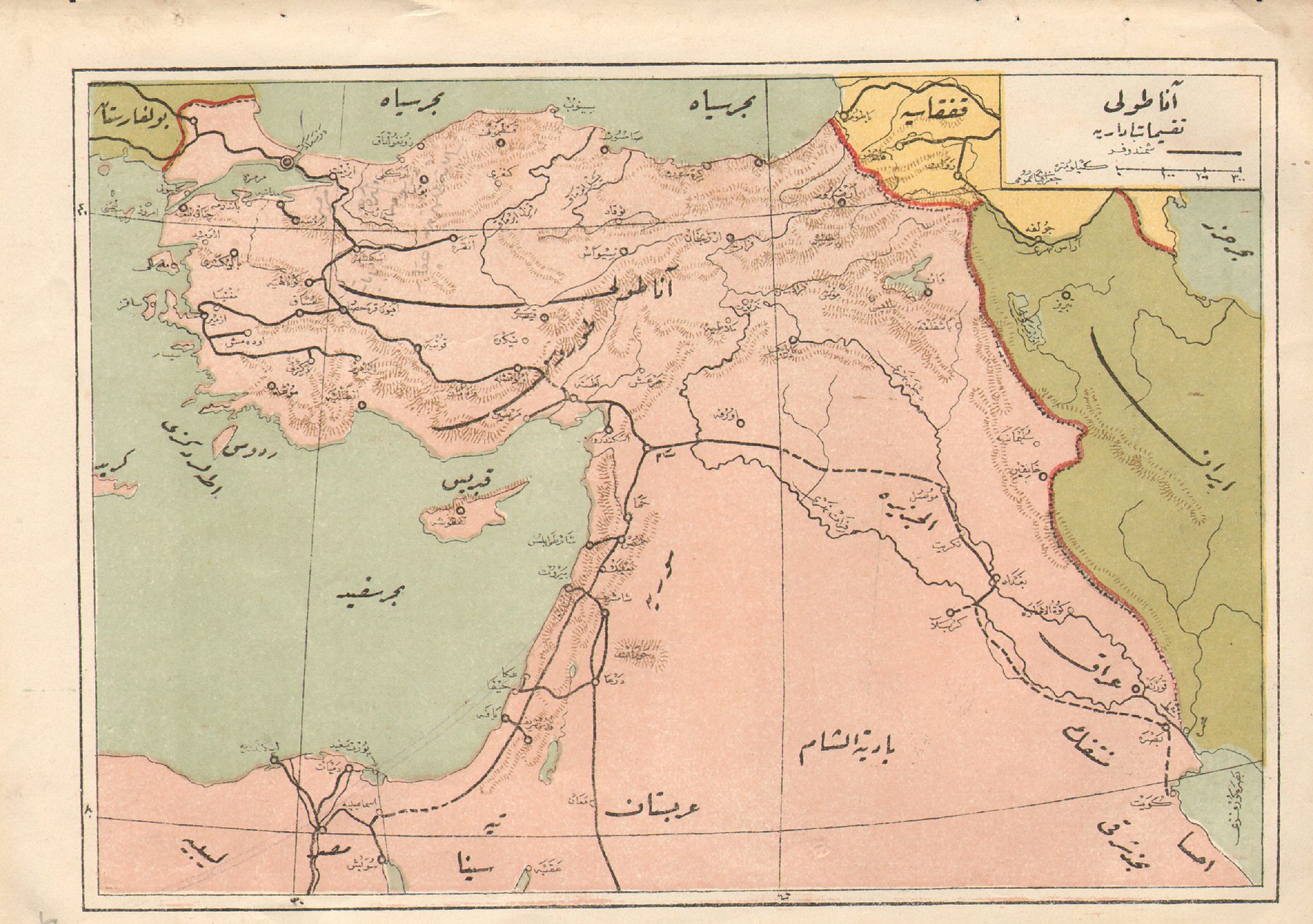
제1차 세계 대전 발발 직전 오스만 철도를 보여주는 지도

외위윅셀에 따르면 유럽의 기독교 영토 상실은 오스만 제국을 더욱 이슬람 중심적인 실체로 만들었다. 압뒬하미트 술탄 통치하의 제국은 제국 내 비튀르크인들이 민족주의로 돌아서 제국이 해체될 것을 우려했다. 오스만인들은 이슬람을 이용해 다양한 신민들을 이슬람 아래 통합하고 민족주의 사상의 확산을 막으려 했다. 철도는 이슬람 세계에서 술탄의 최고 인물로서의 이미지를 강화하기 위한 것이었다. 헤자즈 철도 건설은 오스만 제국이 메카와 미디어 순례자들에 대한 베두인족의 공격을 막는 데 도움이 될 것이었다. 이는 메카와 메디나 아미르의 독립성을 약화시키고 이 지역에서 오스만 국가를 강화하기 위한 것이었다.

### 건설

#### 프로젝트; 조사
철도는 1860년대 후반에 건설 붐을 겪고 있었고, 헤자즈 지역은 투기 대상이 된 많은 지역 중 하나였다. 첫 번째 제안은 다마스쿠스에서 홍해까지 뻗는 철도를 포함했다. 그러나 메카의 아미르가 노선이 건설될 경우 자신의 낙타 운송 프로젝트의 지속 가능성에 대해 이의를 제기하면서 이 계획은 곧 좌절되었다.
철도 건설에 대한 오스만의 참여는 아흐메드 레시드 파샤 대령이 시작했는데, 그는 1871-1873년에 예멘주 원정에서 이 지역을 조사한 후 오스만 병사들이 그곳으로 이동하는 유일한 실행 가능한 수단은 철도라고 결론지었다. 오스만 누리 파샤와 같은 다른 오스만 장교들도 아라비아 지역의 안보 유지를 위해 필요성을 주장하며 헤자즈에 철도 건설을 제안했다.

#### 자금 및 상징성
전 세계 많은 사람들은 오스만 제국이 그러한 프로젝트에 자금을 지원할 수 없을 것이라고 믿었다. 철도는 약 4백만 오스만 리라가 소요될 것으로 추정되었는데, 이는 예산의 상당 부분을 차지하는 금액이었다. 오스만 제국의 농업 이익을 담당하던 국영 은행인 지라아트 은행(Ziraat Bankasi)은 1900년에 10만 리라의 초기 대출을 제공했다. 이 초기 대출로 같은 해 후반에 프로젝트가 시작될 수 있었다. 압뒬하미트 2세는 전 세계 모든 무슬림에게 헤자즈 철도 건설에 기부할 것을 요청했다. 이 프로젝트는 새로운 의미를 띠게 되었다. 철도는 이 지역에 중요한 군사 시설로 간주될 뿐만 아니라 종교적 상징이기도 했다. 하즈 순례자들은 성지 메카로 가는 길에 헤자즈 노선을 따라 여행할 때 종종 목적지에 도달하지 못했다. 험난한 산악 지형을 견디지 못하고 하즈 순례자의 최대 20%가 도중에 사망했다.
압뒬하미트는 철도를 무슬림의 힘과 연대의 상징으로 삼아야 한다고 고집했다. 이 철도 노선은 오스만인뿐만 아니라 모든 무슬림의 종교 순례를 더 쉽게 만들 것이었다. 결과적으로 이 프로젝트에 대한 외국인 투자는 받아들여지지 않았다. 자금을 효과적으로 조직하기 위해 기부 위원회가 설립되었고, 기부자들에게는 메달이 주어졌다. 철도 환영 카드와 같은 선전 노력에도 불구하고 오스만 제국 밖의 무슬림으로부터 온 기부금은 10개 중 약 1개에 불과했다. 그러나 이 기부자 중 한 명은 부유한 펀자브 출신 신문 편집자 무함마드 인샤알라였다. 그는 헤자즈 철도 중앙 위원회를 설립하는 데 도움을 주었다. BBC는 이 프로젝트가 전액 기부금으로 조성되었다고 밝혔다.
외위윅셀에 따르면 하즈 순례 시즌 외의 주요 경제적 인센티브에도 불구하고 철도를 통해 헤자즈에 도달하려는 시도는 아마도 종교적, 정치적 이유 때문일 것이다.

#### 자원; 건설 작업
헤자즈 철도 건설 중 자원 접근은 중요한 장애물이었다. 특히 헤자즈의 외딴 지역에서는 물, 연료 및 노동력을 찾기가 어려웠다. 무인 지역에서는 물뿐만 아니라 식량 및 건축 자재를 운반하는 데 낙타 운송이 사용되었다. 주로 석탄 형태의 연료는 주변 국가에서 들여와 하이파와 다마스쿠스에 저장되었다.
노동력은 철도 건설에서 가장 큰 장애물이었다. 인구가 많은 지역에서는 지역 정착민과 해당 지역의 무슬림들이 대부분의 노동력을 제공했으며, 이들은 건설에 법적으로 의무적으로 참여해야 했다. 이 노동력은 주로 철도 건설에 필요한 위험한 굴착 작업에 투입되었다. 철도가 도달할 더 외딴 지역에서는 더 새로운 해결책이 사용되었다. 이 작업의 대부분은 군인 철도 부대에 의해 완료되었으며, 이들은 철도 작업에 대한 대가로 병역의 3분의 1을 면제받았다.
철도 노선이 험난한 지형을 통과했기 때문에 많은 다리와 고가도로를 건설해야 했다. 콘크리트 접근이 제한적이었기 때문에 많은 고가도로는 조각된 돌로 만들어졌으며 오늘날까지 서 있다.

#### 기술자
오스만 제국과 외국인 기술자 모두 헤자즈 철도 건설에 협력했으며, 이 철도는 오스만 공과대학을 졸업한 무슬림 기술자들이 상당수 참여한 최초의 오스만 철도였다. 헤자즈 철도 건설은 오스만 기술자들의 경험 부족으로 예상보다 느리게 진행되었다. 제국의 첫 공과대학인 헨데세-이 뮐키예는 불과 16년 전에 설립되어 숙련된 현지 기술자의 가용성이 제한적이었다. 결과적으로 오스만 행정부는 현지인만 고용하는 초기 정책을 포기하고 외국 전문가를 영입했다. 아나톨리아 및 바그다드 철도의 기술자들이 전근되었고, 숙련된 독일인 기술자 마이스너의 지휘 아래 건설이 가속화되었다.
그럼에도 불구하고 압뒬하미트 2세 술탄은 무슬림 기술자 고용에 전념했다. 1904년에 17명의 무슬림 기술자가 고용되었고, 현지 전문 지식을 더욱 발전시키기 위해 오스만 제국은 기술자들을 독일로 보내 훈련을 받게 했다. 시간이 지남에 따라 무슬림 오스만 기술자들은 프로젝트의 모든 수준에 참여하게 되었다. 특히 알울라 남부 구간은 기독교인이 들어갈 수 없었기 때문에 전적으로 무슬림으로만 구성되었다. 알울라에서 메디나까지의 마지막 구간은 하지 무크타르 베그의 지휘 아래 전적으로 무슬림 기술자와 노동자에 의존하여 성공적으로 완료되었다.

#### 운송량
헤자즈 철도의 하이파-데라-다마스쿠스 지선은 헤자즈 철도를 위해 건설된 총 철도 길이의 약 5분의 1에 해당하며 전체 교통량의 4분의 3을 차지했다.

#### 경제적 영향
외위윅셀에 따르면 헤자즈 지역은 헤자즈 철도로부터 큰 긍정적인 경제적 효과를 누리지 못했다. 헤자즈 철도의 지선 끝에 위치한 항구인 하이파는 부분적으로 철도 연결 덕분에 상당한 성장을 누렸다고 한다.

#### 아랍인의 반대
메카의 아미르 후세인 이븐 알리는 이 철도를 아랍 종주권에 대한 위협으로 보았다. 철도가 헤자즈, 아시르, 예멘에 있는 오스만 주둔군에 쉽게 접근할 수 있게 해주었기 때문이다. 처음부터 이 철도는 지역 아랍 부족들의 공격 대상이 되었다. 이 공격들은 결코 성공적이지 못했지만, 튀르크군도 선로 양쪽으로 1마일 정도 이상의 지역을 통제할 수 없었다. 현지인들이 모닥불 연료로 목재 침목을 뽑아내는 습관 때문에 일부 구간의 선로는 철제 침목 위에 놓였다.

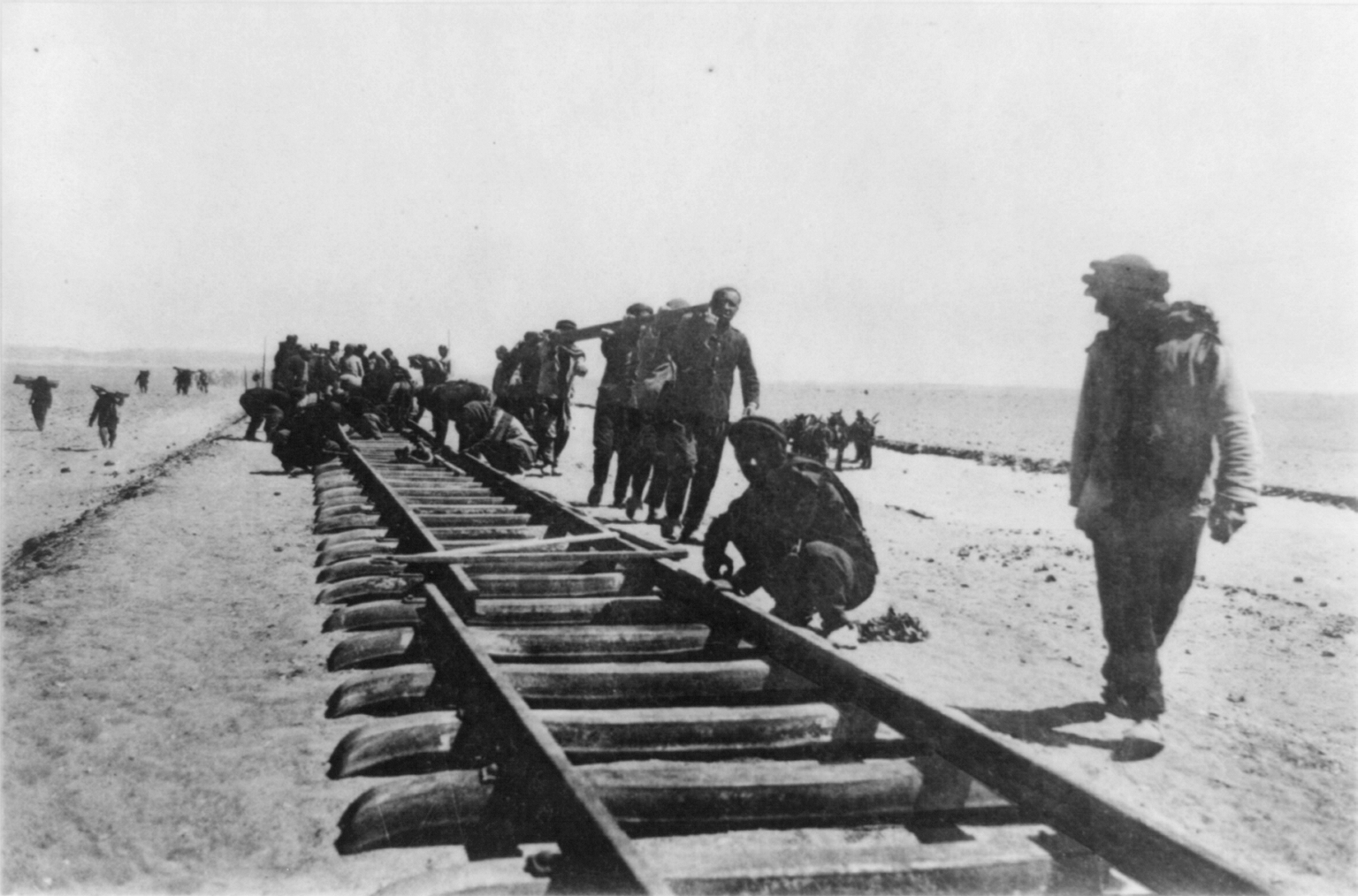
1906년 타부크 (사우디아라비아) 근처에서 헤자즈 철도 선로를 건설하는 노동자들

1907년 9월, 군중이 알울라 역에 철도가 도달한 것을 축하할 때, 하르브 부족이 조직한 반란이 진행을 방해할 위협을 가했다. 반란군들은 철도가 메카까지 뻗어나가는 것에 반대했다. 그들은 낙타 운송이 쓸모없게 되어 생계를 잃을까 봐 두려워했다. 압뒬하미트는 나중에 철도를 메디나까지만 건설하기로 결정했다.

#### 영국의 반대
영국의 최후 통첩 때문에 외위윅셀은 오스만 제국이 헤자즈 네트워크에서 아카바 출구를 건설할 수 없었다고 말한다. 영국은 인도 무슬림들이 헤자즈 철도에 기부하는 것을 막기 위해 인도에서 헤자즈 철도에 반대하는 신문 기사를 발행하도록 지원했다. 영국은 또한 철도 건설에 기부한 사람들에게 수여된 헤자즈 철도 메달 착용을 금지했다. 영국은 기부금이 술탄 자신의 목적에 사용되었으며 철도 자체에는 사용되지 않았다고 주장했다. 영국은 이 철도를 거트루드 벨이 알지자, 요르단을 자주 방문하는 등 정기적으로 사용했다.

#### 프랑스의 반대
프랑스는 아풀라 - 예루살렘 선로에 반대하여 오스만 제국이 헤자즈 네트워크의 해당 구간을 완성하지 못하게 했다.

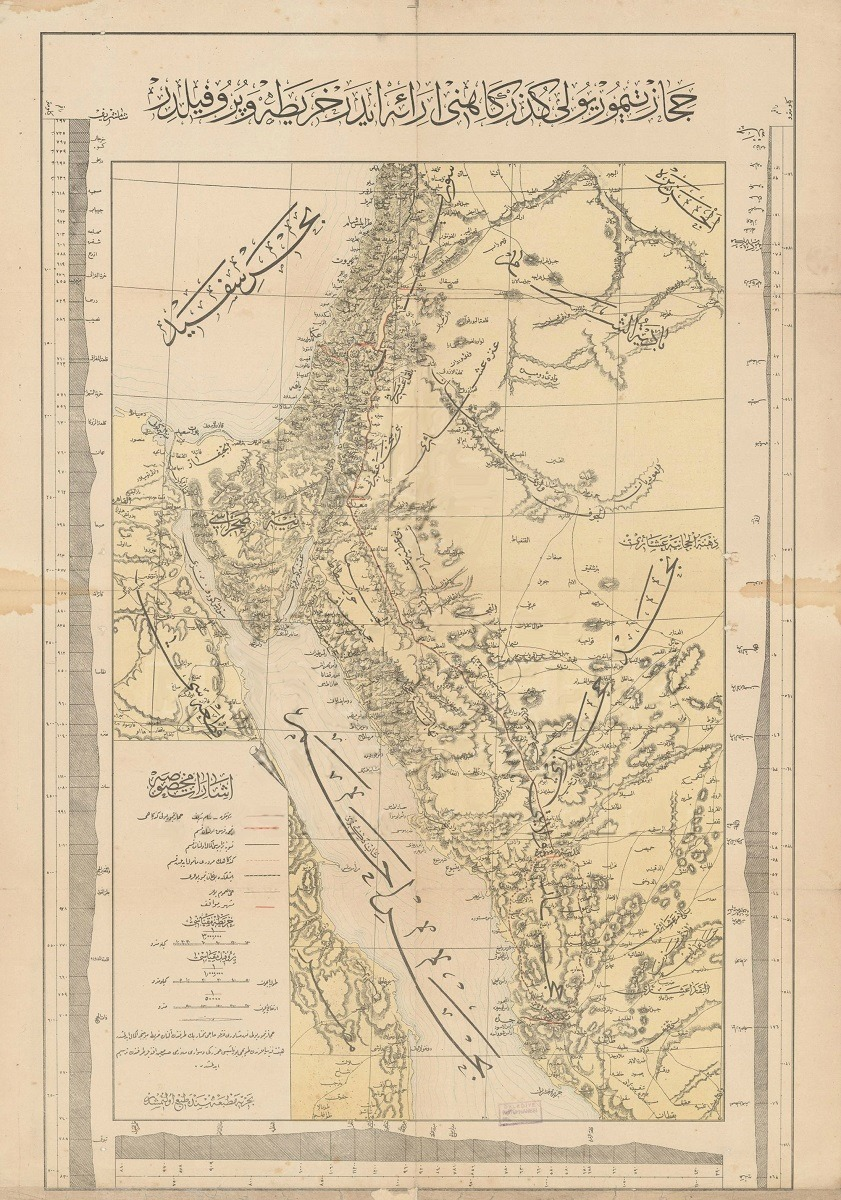
철도의 오스만 지도

#### 완공 (1908-13)
수석 엔지니어 무크타르 베이의 감독 아래, 철도는 술탄 즉위 기념일인 1908년 9월 1일에 메디나에 도착했다. 그러나 이 날짜까지 완공하기 위해 많은 타협이 이루어져, 일부 구간은 와디를 가로지르는 임시 제방 위에 놓였다. 1913년에는 헤자즈 철도역이 다마스쿠스 중심부에 노선의 출발점으로 개통되었다.

### 반응
외위윅셀에 따르면 철도는 "열광적으로" 받아들여졌다. 이집트와 인도를 포함한 오스만 제국 밖의 주요 무슬림 인구가 있는 국가들의 언론은 이 프로젝트를 다루었으며, 무슬림들에게 오스만 칼리프가 철도 건설을 돕도록 요청했다.

### 제1차 세계 대전
제1차 세계 대전 중 철도를 운행하는 기관차에 연료를 공급하기 위해 독일군은 야르무크 오일 셰일 매장지에서 셰일 오일을 생산했다. 튀르크군은 헤자즈 선에서 베르셰바까지 군용 철도를 건설하여 1915년 10월 30일에 개통했다.
헤자즈 선은 반복적으로 공격받고 손상되었으며, 특히 아랍 반란 중 토머스 에드워드 로런스가 이끄는 유격전 부대에 의해 오스만 열차가 습격당했다.
- 1917년 3월 26일, 토머스 에드워드 로런스(아라비아의 로렌스로 알려짐)는 아바 엘 나암 역을 공격하여 30명의 포로를 잡고 주둔군에 70명의 사상자를 냈다. 그는 "수리 및 조사로 인해 3일 동안 교통이 중단되었다. 그래서 우리는 완전히 실패하지 않았다."라고 말했다.[24]
- 1917년 5월, 영국 폭격기들이 알울라 역에 폭탄을 투하했다. 1917년 7월, 로런스의 동료인 영국인 기술자 스튜어트 뉴컴은 이집트군과 영국령 인도 육군 병력과 공모하여 철도를 파괴했다. 알아크다르 역이 공격받아 20명의 튀르키예 병사들이 포로로 잡혔다.[25]
- 1917년 10월, 오스만 제국의 거점인 타부크 (사우디아라비아)가 아랍 반군에게 함락되었다. 아부-안나옘 역도 점령되었다.
- 1917년 11월, 샤리프 압둘라와 하르브 부족은 알-부와이르 역을 공격하여 두 대의 기관차를 파괴했다.
- 1917년 12월, 이븐 구시압이 이끄는 일단의 사람들이 타부크 남쪽 선로에서 열차를 탈선시켰다.[26]

아랍 반란과 오스만 제국 해체로 인해 철도가 누구에게 속해야 할지 불분명해졌다. 이 지역은 영국과 프랑스 사이에 분할되었고, 둘 다 통제권을 확보하기를 열망했다. 그러나 수년간 방치된 유지 보수로 인해 많은 구간이 파손되었고, 철도는 1920년까지 사실상 버려졌다. 1924년, 압둘아지즈 알사우드가 아라비아 반도를 장악했을 때, 철도를 부활시키려는 계획은 더 이상 의제가 아니었다.

### 제2차 세계 대전
제2차 세계 대전에서 사마흐 선(하이파에서 시리아 국경의 데라아 및 다마스쿠스까지)은 뉴질랜드 철도 그룹 17 ROC에 의해 연합군을 위해 아풀라(데라아 및 하이파에 작업장 있음)에서 운영되었다. 기관차는 독일제 1914년 보르시그 및 1917년 하르트만 모델이었다. 비시 프랑스가 운영했던 이 노선은 황폐해져 있었다. 사마흐(현 마아간)와 데라아 사이의 가파른 구간을 지나는 열차는 최대 230톤이었고, 24시간 동안 1,000톤이 이동했다. 이 그룹은 또한 아풀라에서 툴카름까지 포함하여 95km(60마일)의 지선을 운영했다.

### 1960년대
현대 요르단-사우디아라비아 국경 남쪽의 철도는 1920년 오스만 제국 멸망 이후에도 계속 폐쇄되어 있었다. 1960년대 중반에 재건하려는 시도가 있었지만, 1967년 제3차 중동 전쟁으로 인해 포기되었다.

## 현재 상태, 개발
본선 두 개의 연결된 구간이 운행 중이다.
- 요르단의 암만에서 시리아의 다마스쿠스까지, 헤자즈 요르단 철도로 운행[29]
- 마안 근처의 인산염 광산에서 아카바만까지, 시리아 헤자즈 철도(Chemin de Fer de Hedjaz Syrie) 또는 아카바 철도 공사로 운행.

이스라엘 레일웨이스는 오랫동안 폐지되었던 하이파 연장선인 이스르엘 계곡 철도를 표준궤로 부분적으로 재건했으며, 언젠가 요르단의 이르비드까지 연장할 가능성도 있다. 재건된 노선은 2016년 10월 하이파에서 베트셰안까지 개통되었다.
사우디아라비아는 2018년 하라마인 고속 철도로 메디나-메카 노선(지다 경유) 건설을 완료했다.
요르단 헤자즈 철도청장 아즈미 날시크는 이 철도가 모든 무슬림에게 속하며 따라서 팔 수 없는 와크프로 간주된다고 말했다.

### 미래 계획
2009년 2월 4일, 비날리 이을드름 튀르키예 교통부 장관은 리야드에서 튀르키예가 자국 구간을 재건할 계획이며, 사우디아라비아, 요르단, 시리아가 협력하여 복원을 완료할 것을 촉구했다.
또한 2009년에는 요르단 교통부가 1590km(990마일) 규모의 50억 달러 철도망을 제안했으며, 2012년 1분기에 건설이 시작될 수 있었다. 계획된 네트워크는 요르단에서 시리아, 사우디아라비아, 이라크로의 화물 철도 연결을 제공할 것이었다. 여객 철도 연결은 레바논, 튀르키예 등으로 확장될 수 있었다. 프로젝트의 일부를 자금 지원할 정부는 나머지 프로젝트 비용을 조달하기 위해 민간 기업의 입찰을 초청하고 있다.
2018년 11월, 미들 이스트 모니터는 하이파에서 리야드까지 철도를 재활성화하려는 사우디-이스라엘의 공동 계획을 밝혔다. 튀르키예 교통부 장관 압둘카디르 우랄로을루는 2024년 12월에 튀르키예가 새로운 시리아 정부와 협력하여 시리아 내 철도 복원을 돕겠다고 발표했다.

### 보존 및 관광 열차
철도 기술자들은 많은 원래의 증기 기관차를 복원했다. 시리아에는 9대, 요르단에는 7대가 작동 중이다.
1999년 압둘라 2세 즉위 이후 요르단과 시리아 간 관계가 개선되면서 철도에 대한 관심이 다시 살아났다. 열차는 다마스쿠스 외곽의 카담 역에서 출발하며, 2004년에 대규모 상업 개발 프로젝트로 인해 폐쇄된 헤자즈 역에서는 출발하지 않는다.
열차는 카담 역에서 수요에 따라 운행된다(주로 독일, 영국 또는 스위스 단체). 자바다니 선의 북쪽 부분은 더 이상 접근할 수 없다.

### 박물관 및 관광
2008년에 기관차 전시를 위해 대대적인 보수 공사를 거친 후 다마스쿠스 카담 역에 "알-헤자즈 철도 차량 박물관"이 개장했다.
2019년 암만의 다라트 알-푸눈에서 철도의 문화유산에 대한 전시회가 열렸다.
2006년 현재 사우디아라비아 마데인 살레역에는 작은 철도 박물관이 있으며, 2006년에 개관한 메디나의 "헤자즈 철도 박물관"에는 더 큰 프로젝트가 있다. 메디나의 역사와 고고학에 전념하는 이 박물관은 90,000제곱미터에 달한다. 메디나 종착역은 2005년에 철도 선로와 기관차 차고와 함께 복원되었다.
철도 선로, 건물, 차량의 작은 비운행 구간은 여전히 사우디아라비아에서 관광 명소로 보존되어 있다. 그러나 메디나의 아키크 계곡을 가로지르는 오래된 철교는 전년도 폭우로 인한 피해로 2005년에 철거되었다.
제1차 세계 대전과 1916~1918년 아랍 반란 중 지역 아랍, 프랑스, 영국군에 의해 파괴된 열차는 여전히 공격받은 장소에서 볼 수 있다.

### 지속적인 파괴
2024년 현재 요르단과 사우디 사막에는 아랍 반란 중 후퇴하는 튀르크군이 철도 선로 아래나 주변에 숨겨놓았다는 오스만 보물 전설이 여전히 강하게 남아 있다. 현지인과 중동 전역의 모험가들은 금괴를 발견하기를 바라며 선로와 역 주변을 파고드는 것으로 알려져 있다. 심지어 일부는 튀르키예에서 잠재적인 보물 위치를 나타내는 지도를 소유하고 있다고 주장한다. 땅에는 구멍이 숭숭 뚫려 있고, 역 바닥, 지붕, 벽은 금을 찾기 위해 부서져 있으며, 레일은 고철로 약탈당하고 있다. 시리아에서는 내전으로 인해 역사적인 철도의 재고도 피해를 입었다.

## 역
일부 역은 오스만 제국이 요새화된 여관을 지었던 전통적인 하즈 카라반 역 근처에 위치해 있었다(오스만 하즈 경로 참조).
역을 의미하는 아랍어 단어는 "마하타트"이다. 오스만 및 전간기 표기는 현재 공식 표기보다 더 간단한 경향이 있다.
제1차 세계 대전 이전에는 오스만 제국이 프랑스어 표기를 사용했다.
- 다마스쿠스 카나와트/카나와트,[41][42] 1906년 연장
- 다마스쿠스 카뎀/카뎀[41][42] (카뎀 공장)
  - 다마스쿠스-카뎀–할레프 지선
  - 콰야라 지선
- 키스웨[42] (알키스와)
- 다이르 알리[42] (데이르 알리)
- 미스미아[42]/ 알미스미야,[41] 또한 마스지드/마스지드
- 자바브/제바브[41][42] (가바기브)
- 하바브 (1912)[41]/헤바브[42] (하바브); 2000년에는 역이 km 69.1에 알사나마인으로 등재되어 있음[41]
- 메하예[42]/모하제[41] (마하자/무하자)
- 샤크라[42] (샤크라)
- 에즈라[42] (에즈라아/에스라/이즈라)
- 가잘리[41] (알가잘리, 히르베트 가잘레)
  - 하이파-다라아 지선 (이스르엘 계곡 철도)
- 데라아[42] (다라 (시리아))
- 쿰 가르즈/쿠마르제;[41] 현재 카윔 가르즈 (MapCarta에서 "마하타트 카윔 가르즈" 참조, 북위 32° 36′ 10″ 동경 36° 09′ 23″ / 북위 32.60278°  동경 36.15639° ).
  - 지선철도 부스라
- 네시브[42] (나시브)

시리아-요르단 국경
- 자베르[41] (자비르 앗시르한; 자베르 국경 통과 지점 참조)
- 마프라크[41] (마프라크).[42] 하즈 요새인 칸 또는 카라트 엘-마프라크가 있다.[43]
- 삼라/[42] 셈라/숨라[41] (히르베트 앗삼라, 북위 32° 11′  동경 36° 10′  / 북위 32.183°  동경 36.167° )
- 제르카[42]/자르카.[41] 하즈 요새인 만질 아즈-자르카 또는 카스르 샤비브가 있다.[43]
- 루사이파 (1930년, 38년)[41]
- 암만[42]
- 카시르[42] (카스르; 알카스르, 카라크 참조)
- 리반[42]/루빈[41] (알루반)
- 지자[42]/지자[41] (지자/알-지자). 하즈 요새인 만질 또는 카라트 지자가 있다.[43]
- 데바아[42]/다바아/다바[41]
- 칸 제비브[42]/칸 아즈 자비브[41] (칸 아즈-자비브: 역은 북위 31° 28′ 19″ 동경 36° 06′ 21″ / 북위 31.47194°  동경 36.10583° ; 움마이야 유적지는 여기 참조).
- 술타니[42]/수아카[41] (수아크/수아카)
- 카트라나[42] (카트라네). 삼각선. 하즈 요새인 칸 카트라나/[43]카스르 알카트라네가 있다.
- 멘질[42]/만질[41]
- 하르베트-울-크레이카 (1912)[41]/파라이프라[42] (파라프라)
- 알 하사[42] (알-하사/엘-하사.)[41] 이 역은 오스만 하즈 요새인 칸 알-하사(1760, 북위 30° 50′ 21″ 동경 35° 56′ 01″ / 북위 30.83917°  동경 35.93361° )에서 남동쪽으로 5km 떨어져 있으며, 와디 엘-하사의 상류를 따라 위치해 있다.[44]
- 제로우프[42] (주르프 앗다라위시)[41]
- 아네이자/[41] 우나이자[42] (우나이자/'우나이자; 요르단 마안 후세이니야에 위치). 하즈 요새인 칸 알-'우나이자/[43] 카라트 '우나이자가 있다.
- 바디-제르둔 (1912)[41]/제르둔[42]
- 마한 (1912)[41]/마안[42] (구 역). 하즈 요새인 만질트 또는 카라트 마안이 있다.[43]
- 가디르 알 하즈[42] (가디르 알-하즈)
- 아부 타르파/[41]아부 타라파 또는 가드르 엘 하즈,[41] 제2차 세계 대전 이후에만
- 시디야/셰디아,[41] 비르 셰디아[42]
- 파수아 (역은 위의 지도에만 나타나고 다른 출처에는 없음). 하즈 요새인 만질트 또는 카라트 파수아가 있다.[43] 이 요새는 철도 노선을 따라 서 있다.[45]
- 아카바 샤미아, thehejazrailway.com에서 사용되는 이름[42] - 아마 아카바 알-헤자즈와 동일[41]
- 히티야[41]
- 바튼 알 굴[42] (바튼 알-굴/바튼 알-굴)
- 와디 루툼/[41] 와디 루툼[42] (와디 라심/[41]와디 라셈)
- 텔 에스 샴/텔 샤헴/[41] 텔 샤헴[42] (텔 에시-샴)
- 람레/[41] 람레[42]
- 무데베레/[41]무다와라.[42] 하즈 요새인 만질트 또는 카라트 알-무다와라가 있다.[43]

요르단 - 사우디아라비아 국경
- 할라트 암마르[42]/칼라트 아마라/하레트 암마르[41]
- 자트-울-하즈 (1912)/[41]자트 알-하즈. 하즈 요새가 있다.[42]
- 비르 헤르마스 (1911)/[41]비르 이븐 헤르마스[42]
- 엘-하지므/알-하즘[42]
- 무흐타탑 (알-무흐타탑)[42]/마흐타브[41]
- 테부크 (1912)/[41]타부크[42]
- 와디 이틸 (와디 알-아틸리)[42]
- 카슈므 비르크[42]/사흐르 울 굴[41]
- 다르 알-하즈[42] (다르 알-하즈/카린 알-가잘)
- 무스타브가[42] (알-무스타바가)
- 아슈타르 급수소 (1911)/아슈다르 (1912)/[41] 알아크다르[42] (알-우하이드르). 하즈 요새인 카라트 알-아크다르/엘-아크타르가 있다.
- 마크사다트 아드 둔야[41]
- 카미스[42]/카미스/[41]카미사
- 디사아드[42] - 알-아사다 (알-칸지라)
- 무아잠[42]/무아젬/알-무아잠
- 카슈므 사나[42] (또한 키즘, 카심 사나)[41]
- 알-무텔리 (위 경로 계획에 따르면 883km, 또는 878km[41])
- 다르 알-함라[42]
- 무탈리[42]/마탈리 (904km)[41]
- 아부 타카[42]
- 엘 무짐[41]
- 마브라크 알-나가[42]/마브라카트 알-나카[41]
- 메다인 살리흐 (1912)/[41] 마데인 살레/마데인 살레 (알-히즈르/헤그라)[42]
- 와디 하시시[42][41]
- 엘 올라 (1912)/[41] 알룰라[42]/알울라
- 베다이 (2911)/[41] 베다야[42]
- 마샤드[42][41]
- 사흘 마트란[42]/사헬 마테르[41]
- 주무루드[42]/주무루드/조모로드[41]
- 비르 자디드[42]/비르 엘 제디드/[41]비르 자디드
- 토와이라[42]/투웨이로[41]
- 와이반[42]
- 무다라지 (마다니)[42]
- 헤디에 (1912)/[41] 헤디아/하디야 (하디야, 알 마디나)[46]
- 제다아/제다아[47]
- 에부 나암 (1911)/[41] 아부 나암/아부 알-나암[48]
- 이스타블 안타르[49]/스타블 안타르
- 부베이레 (1911)/부에이레 (1912)/[41] 부와이르[50]
- 비르 나시프[51]
- 부와트[52]
- 하피레 (1912)/[41]하피라/알-하피라[53] 하즈 경로에 있다.
- 비르 아부 자비르[41]
- 마히트[41]/무히트[54]
- 비리 오스만[41]/비르 오스만
- 메디네 (1912)/[41]메디나[55]
- 메디나 시타델

## 이미지 갤러리

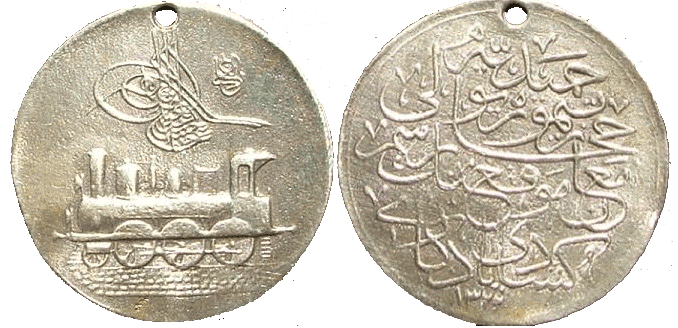
헤자즈 철도 마안 역 개통 기념 주화
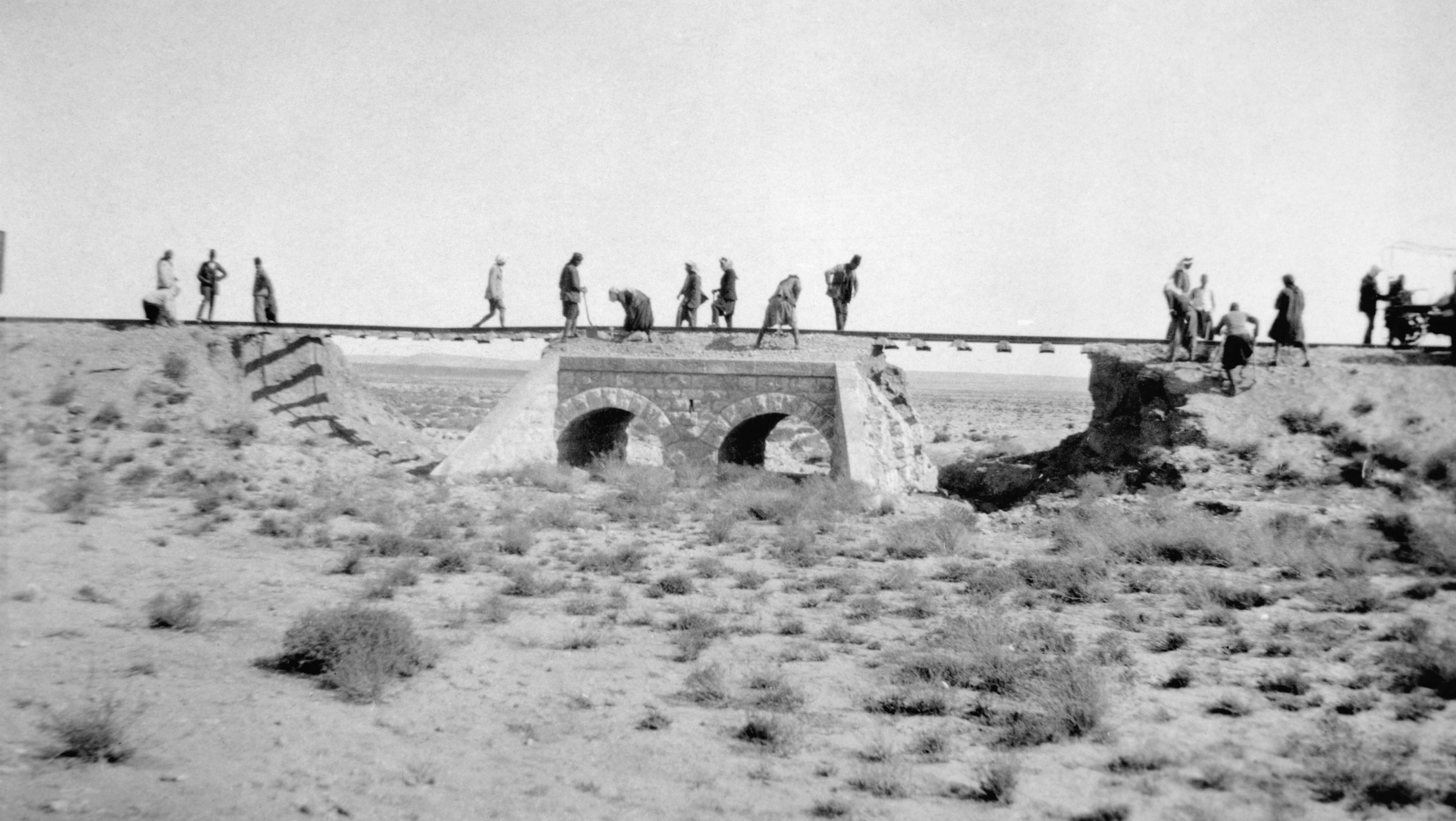
1918년 마안 근처에서 철도를 수리하는 모습
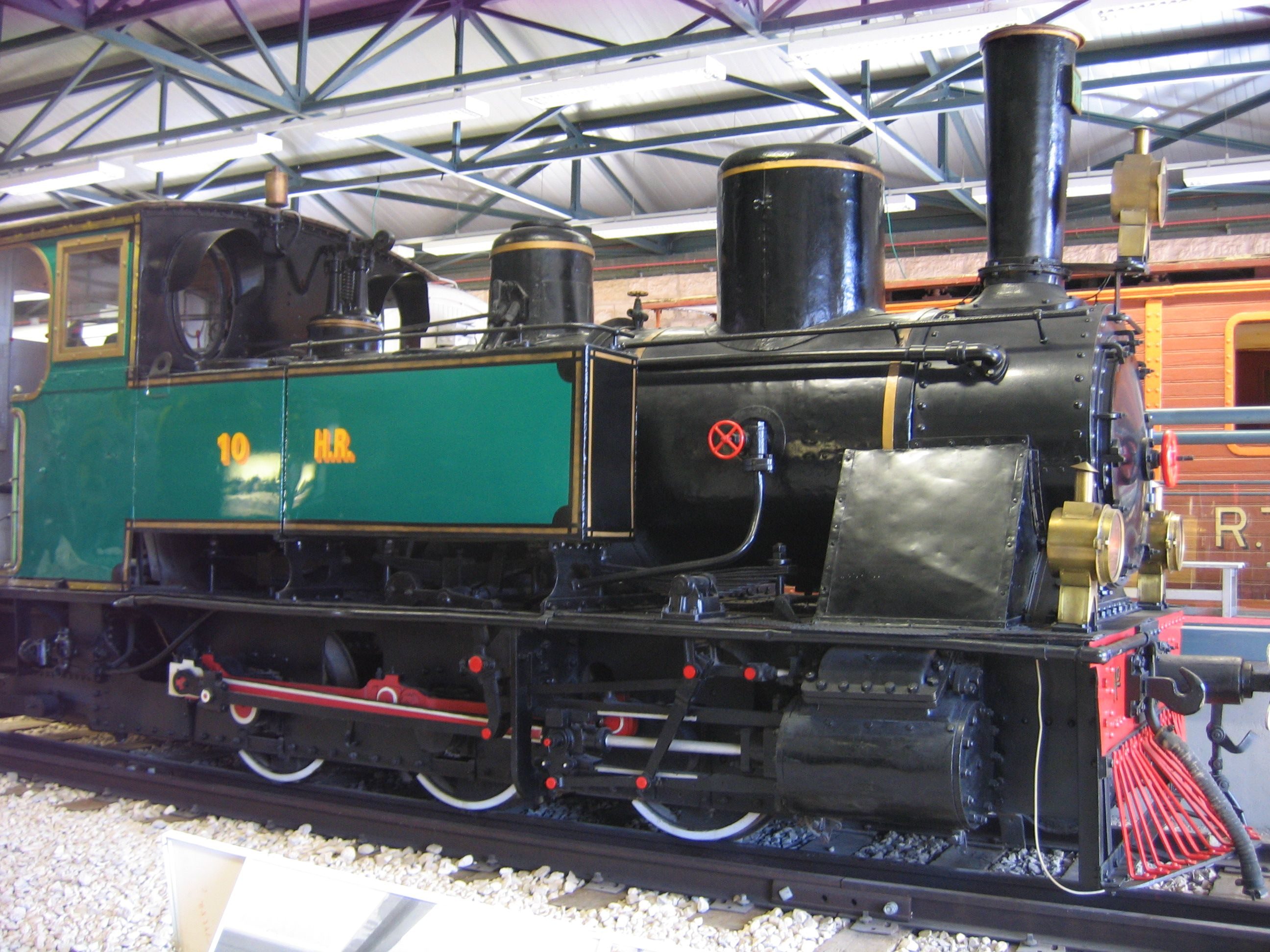
이스라엘 철도 박물관에 보존된 1902년 크라우스마파이 증기 기관차 No. 10
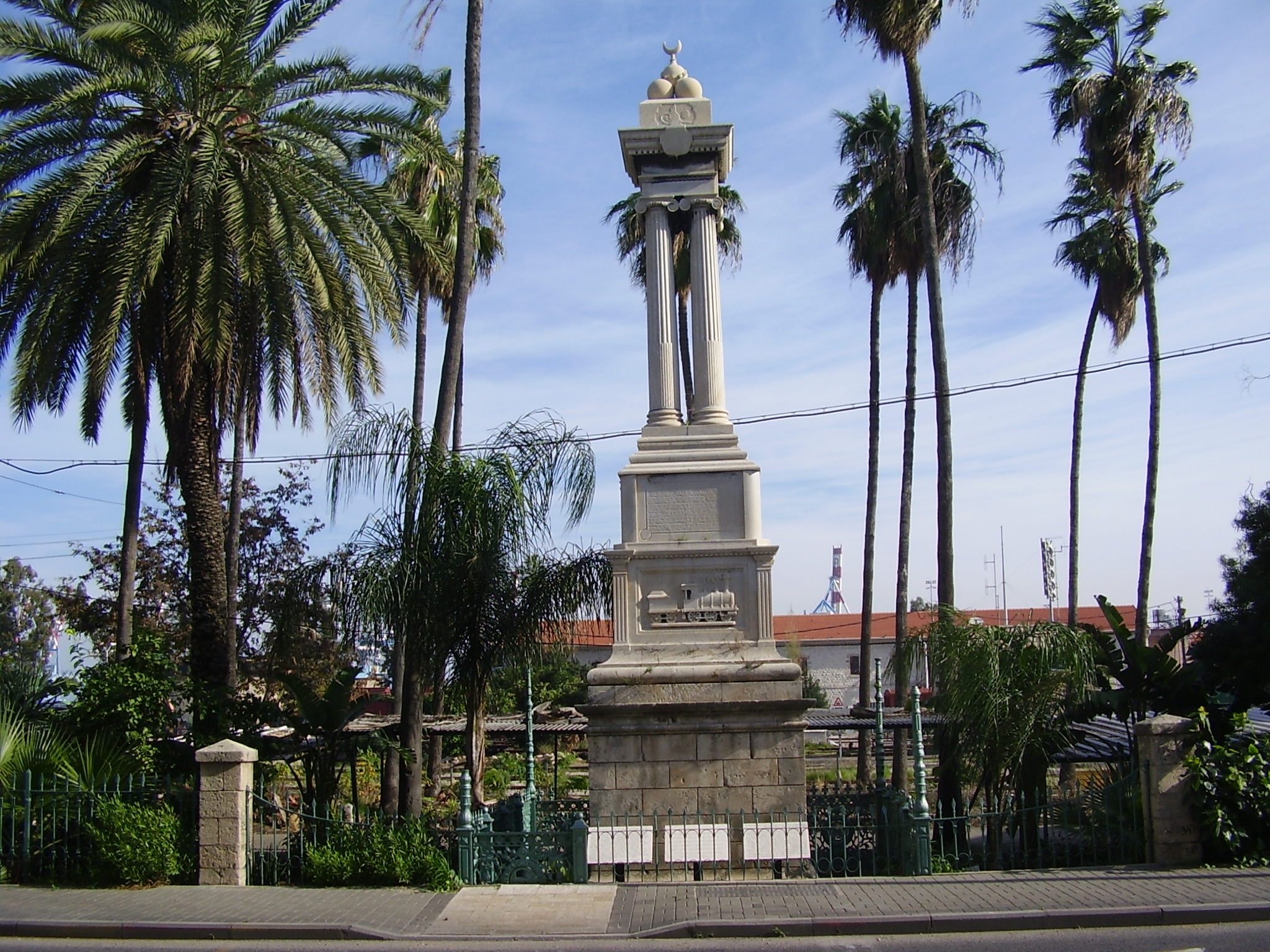
이스라엘 하이파에 있는 튀르키예 철도역 개통 기념비
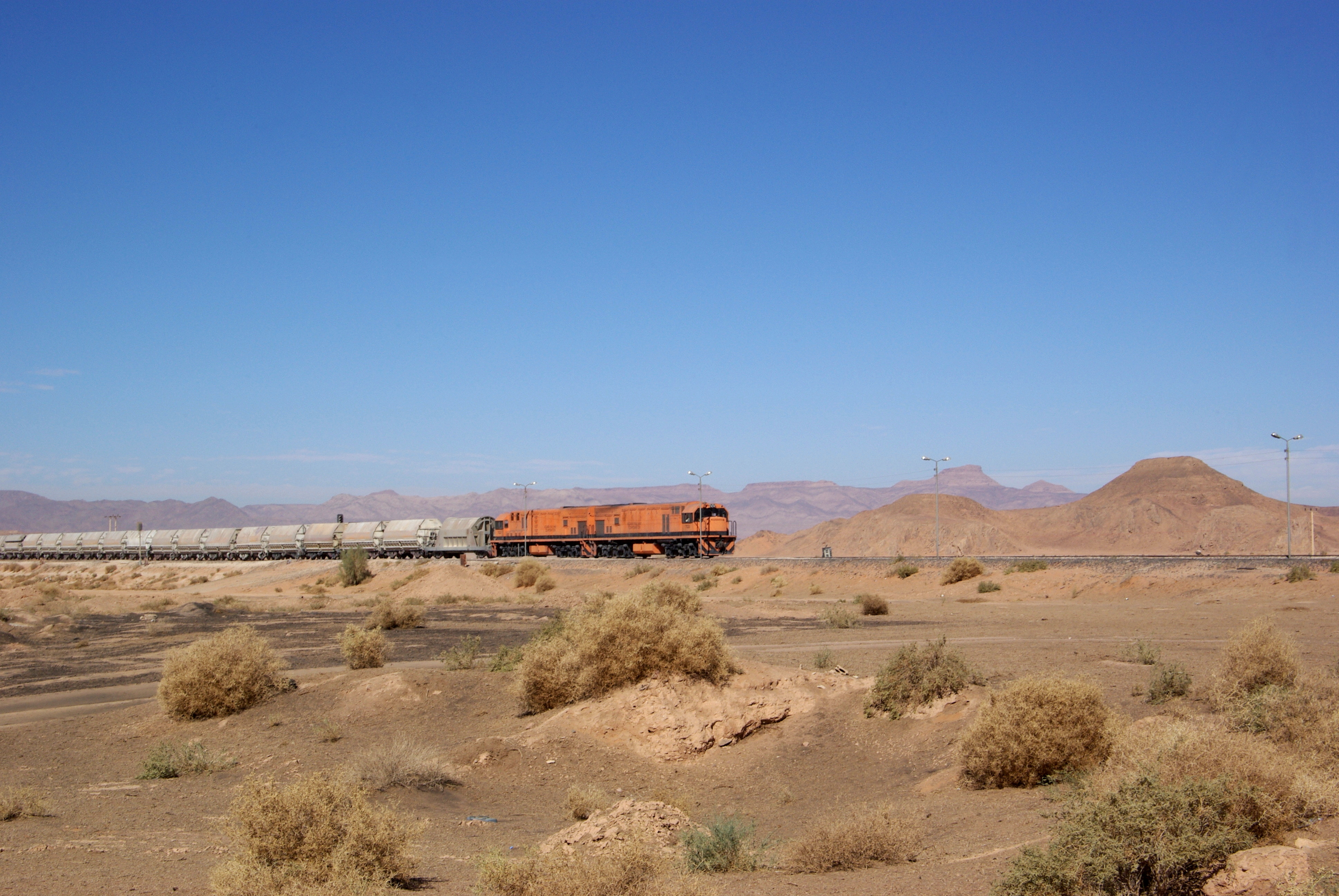
요르단 아카바에서 오는 인산염 열차의 빈 객차
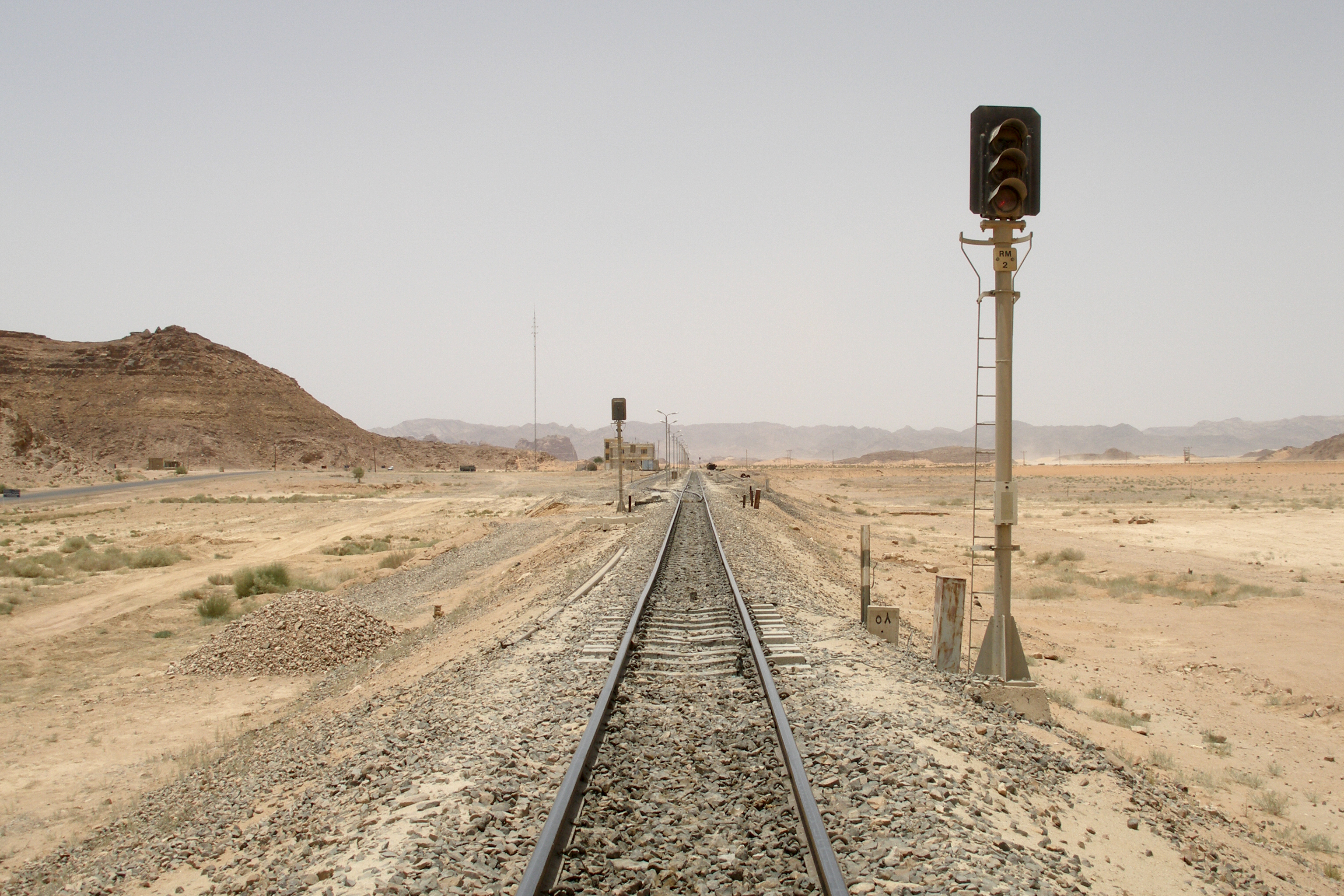
와디럼 북쪽의 옛 철도 선로
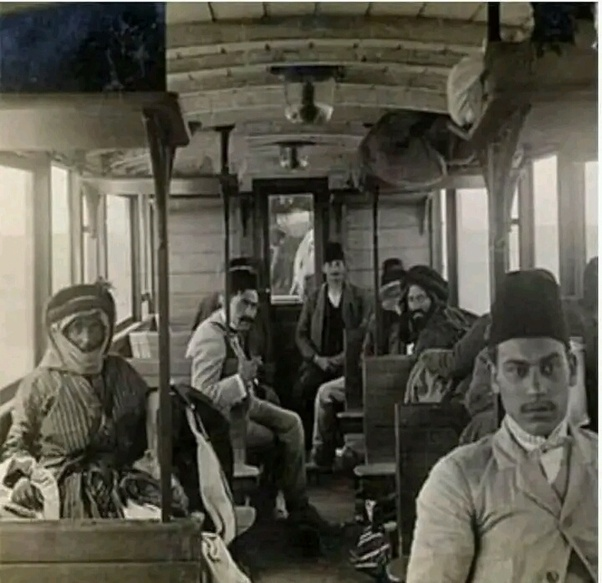
헤자즈 열차의 객차 내부
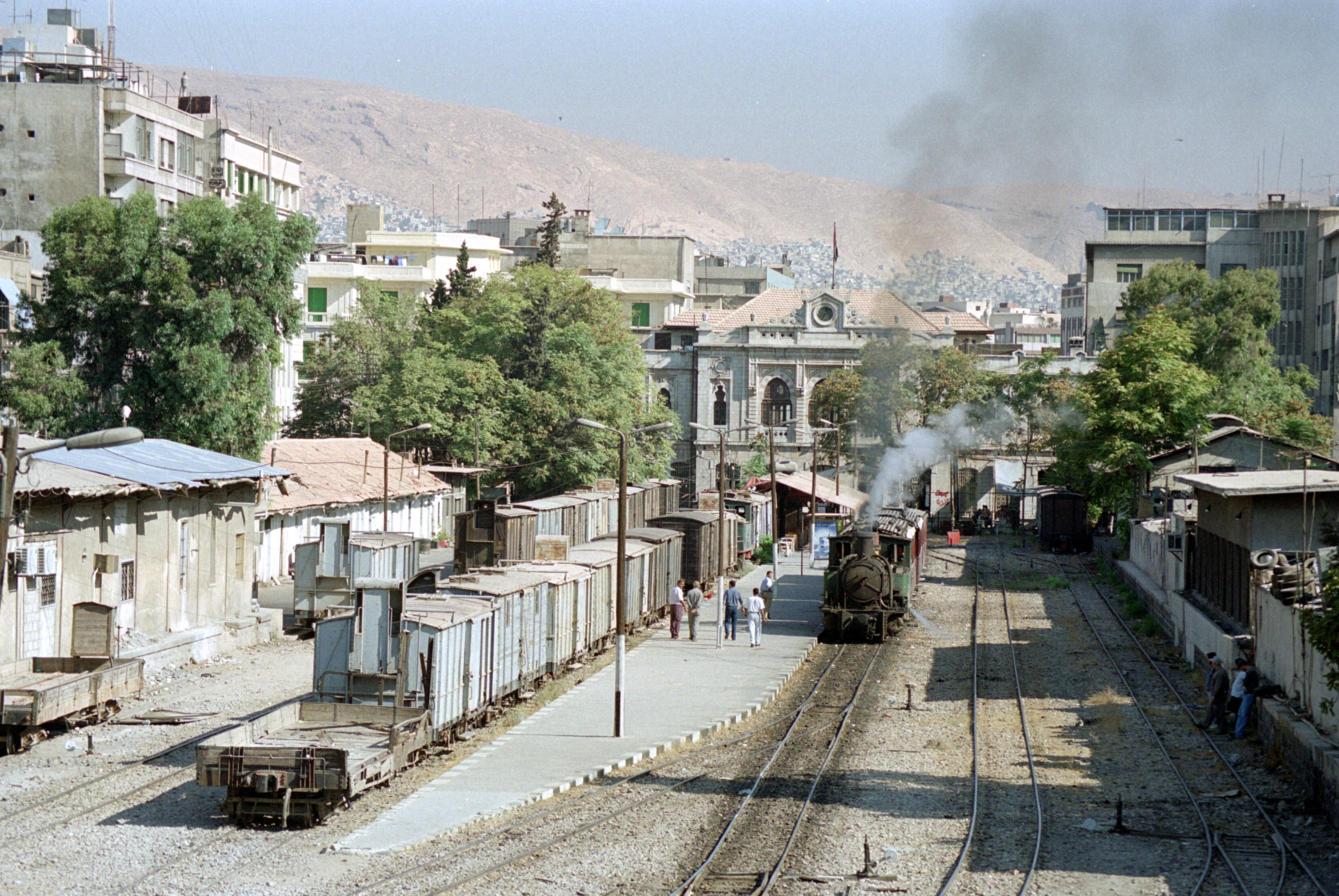
2000년 시리아 다마스쿠스 카나와트 역의 증기 관광 열차

## 같이 보기
- 아랍 마슈리크 인터내셔널 로드 네트워크, 아랍 세계 동부에 계획된 네트워크
- 하라마인 고속 철도 (2009–2018년 건설) 메카와 메디나 사이
- 바그다드 철도 (1903–1940년 건설), 처음에는 독일-오스만 프로젝트
- 유사 궤간
- 요르단의 교통

오스만 팔레스타인 철도
- 동부 철도, 오스만 제1차 세계 대전 노선, 툴카름에서 하데라, 툴카름에서 리다; 이스르엘 계곡, 야파-예루살렘, 베르셰바 노선과 연결
- 야파-예루살렘 철도 (1892년 개통)
- 베르셰바 철도 또는 '이집트 지선', 오스만 제1차 세계 대전 노선으로 수에즈 운하 방향; 두 노선: (리다–) 와디 수라르–베이트 하눈, 와디 수라르–베르셰바

위임 통치 팔레스타인 및 이스라엘 철도
- 팔레스타인 철도, 위임 통치 팔레스타인 (1920–1948)의 국영 회사 및 철도 독점 기업
- 이스라엘의 철도 교통
  - 이스라엘 해안 철도 노선, 위임 통치 팔레스타인 및 이스라엘의 주요 노선
  - 이스라엘 레일웨이스, 이스라엘의 국영 주요 철도 회사

## 더 읽어보기
- Tourret, R. (1989). 《Hedjaz Railway》. Tourret Publishing. ISBN 0-905878-05-1.
- Nicholson, James (2005). 《The Hejaz railway》. Stacey International Publishers. ISBN 1-900988-81-X.
- Judd, Brendon The Desert Railway: The New Zealand Railway Group in North Africa and the Middle East during the Second World War (2003, 2004 Auckland, Penguin) ISBN 0-14-301915-5
- Özyüksel, Murat The Hejaz Railway and the Ottoman Empire: Modernity, Industrialisation and Ottoman Decline (Bloomsbury Publishing, 2014).
- Edward Mead, Earle (1923). 《Turkey, the great powers, and the Bagdad Railway: a study in imperialism》. New York: Macmillan. 2013년 11월 13일에 확인함.